# ديفيد هاموند (مخرج)
ديفيد هاموند (بالإنجليزية: David Hammond)‏ هو معلم موسيقى ومخرج أمريكي، ولد في 3 يونيو 1948 في نيويورك في الولايات المتحدة.